# Renaissance (hudební skupina)
Renaissance je anglická progressive rocková skupina, nejvíce známá pro hit z roku 1978 Northern Lights, který byl v žebříčku UK top 10, a klasiku progressive rocku jako Mother Russia a Ashes Are Burning.

## Diskografie
Studiová alba
- Renaissance (1969)
- Illusion (1971)
- Prologue (1972)
- Ashes Are Burning (1973)
- Turn of the Cards (1974)
- Scheherazade and Other Stories (1975)
- Novella (1977)
- A Song for All Seasons (1978)
- Azure d'Or (1979)
- Camera Camera (1981)
- Time-Line (1983)
- Tuscany (2001)
- Grandine il Vento (2013)